# (37342) 2001 SA22
2001 SA22 (asteroide 37342) é um asteroide da cintura principal. Possui uma excentricidade de 0.13439770 e uma inclinação de 7.01429º.
Este asteroide foi descoberto no dia 16 de setembro de 2001 por LINEAR em Socorro.